# 谭州 (北宋)
谭州，中国北宋时设置的州。
改谈州置，治所在今广西壮族自治区崇左市左州镇西、大新东南潭溪。属邕州左江道羁縻州。辖境即相当今崇左市北、大新县南一带。元朝时废。 